# Sprint Corporation

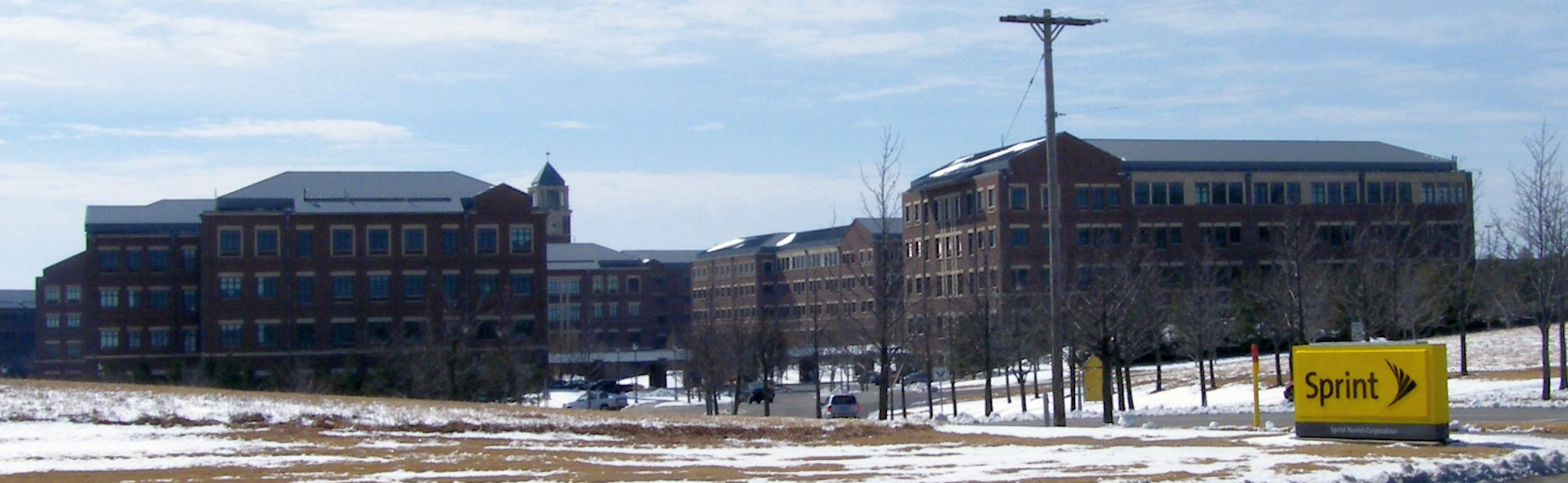
Ehemalige Zentrale, Overland Park, Kansas, U.S.

Sprint Corporation (früher Sprint Nextel Corporation) war ein US-amerikanischer Mobilfunkbetreiber, welcher weltweit agierte. Der Hauptsitz des Unternehmens befand sich in Overland Park im US-Bundesstaat Kansas.
Das Unternehmen entstand durch eine Fusion der Unternehmen Sprint und Nextel, den damals dritt- bzw. fünftgrößten Unternehmen der Branche in den USA. Sprint hatte Nextel im Jahr 2005 für 36 Mrd. Dollar übernommen. Dadurch hatte Sprint Nextel etwa 1,3 Mio. neue Mobiltelefonbesitzer gewinnen können und zählte damit über 45,6 Mio. Kunden.
2013 übernahm Sprint Clearwire und Teile von U.S. Cellular.
Im selben Jahr wurden für etwa 20 Mrd. Dollar 78 % der Anteile an Sprint von dem Telekommunikationsunternehmen SoftBank des japanischen Milliardärs Masayoshi Son übernommen. Am 23. Januar 2017 wurde bekannt gegeben, dass Sprint 33 % der Anteile an dem Streaming-Dienst Tidal des US-Musiker Jay-Z übernimmt.
Sprint PCS und Nextel benutzten unterschiedliche Technologien und Frequenzen: Sprint PCS war ein CDMA2000-Netz, während Nextel den von Motorola entwickelten iDEN-Standard verwendete. Beide Systeme waren mit dem in Europa verwendeten GSM nicht kompatibel. Kunden von Sprint hatten aber die Möglichkeit, eine mit ihrer Rufnummer programmierte SIM-Karte zu bekommen, die sie in GSM-Telefonen verwenden konnten. Es existierten auch Telefone, die sowohl CDMA bzw. iDEN als auch GSM-fähig waren.
Sprint Nextel war von 2004 bis 2016 Titelsponsor des NASCAR Sprint Cups, einer Motorsportliga in den USA. Des Weiteren war das Unternehmen Namensgeber des Sprint Center in Kansas.
Sprint Nextel betrieb über die Tochterfirma SprintLink ein globales Provider-Netz und zusätzlich ein Backbone-Netz nach dem Standard OC-192. Kunden waren große internationale Konzerne, der Einzelhandel und einige Fast-Food-Ketten. SprintLink betrieb Peerings mit Tier-2 und Tier-3 ISPs sowie besaß Netzwerke in den Vereinigten Staaten, in Westeuropa, Ostasien, Australien und Indien. Die Netzwerkleitungen bestanden komplett aus unterirdischen Glasfaserleitungen in den Vereinigten Staaten und Europa als auch Unterseeleitungen im Pazifischen, Atlantischen und Indischen Ozean. SprintLink war für die Kabelwartung und -verwaltung im Konsortium TAT-14 verantwortlich.

Logo nach der Übernahme.

Anfang April 2020 fusionierte Sprint mit T-Mobile US. Seit dem 2. August 2020 erfolgte der Markenauftritt nur noch unter Marke T-Mobile. Dadurch stieg T-Mobile US zum drittgrößten Anbieter in den USA auf.